# Carlos Bernard
Carlos Bernard, nome completo Carlos Bernard Papierski (Evanston, 12 ottobre 1962), è un attore statunitense.
È conosciuto soprattutto per il ruolo di Tony Almeida nella serie televisiva 24 e per il ruolo di Vicente Cano nella serie televisiva  Dallas.
Ha ricoperto anche il ruolo di Diego Navarro nella decima serie di CSI Miami. Tra il 2022 ed il 2024 si è cimentato anche nella regia, dirigendo tre diversi episodi della serie poliziesca Law & Order - Unità vittime speciali.

## Filmografia parziale

### Cinema
- Alien Raiders, regia di Ben Rock (2008)

### Televisione
- 24 – serie TV, 115 episodi (2001-2009)
- Burn notice - Duro a morire (Burn Notice)– serie TV, episodio 3x15 (2010)
- Scoundrels – serie TV, 8 episodi (2010)
- Charlie's Angels – serie TV, episodio 10x04 (2014)
- CSI: Miami – serie TV, 3 episodi (2011-2012)
- Dallas – serie TV, 7 episodi (2012)
- Hawaii Five-0 – serie TV, 2 episodi (2012)
- Castle – serie TV, episodio 5x23 (2013)
- Motive – serie TV, episodio 2x03 (2014)
- Major Crimes – serie TV, episodio 3x13 (2014)
- Lavalantula, regia di Mike Mendez – film TV (2015)
- The Inspectors – serie TV, 24 episodi (2015-2017)
- Madam Secretary – serie TV, episodio 2x07 (2017)
- 24: Legacy – serie TV, 6 episodi (2017)

## Doppiatori italiani
Nelle versioni in italiano delle opere in cui ha recitato, Carlos Bernard è stato doppiato da:
- Mauro Gravina in 24, Motive
- Francesco Prando in Burn Notice - Duro a morire, Major Crimes
- Stefano Thermes in Hawaii Five-0, The Orville
- Diego Suarez in Dallas
- Gaetano Varcasia in CSI: Miami
- Luigi Scribani in Apocalypse - L'Apocalisse
- Roberto Pedicini in Castle
- Alessio Cigliano in 24: Legacy
- Roberto Certomà in Avvocato di difesa
- Alessandro Maria D'Errico in Alien Raiders